# Channing Frye
Channing Frye   (White Plains, 17 de maig de 1983) Channing Thomas Frye és un exjugador de bàsquet professional estatunidenc que va jugar durant 13 temporades a la NBA sent campió amb els Cleveland Cavaliers l'any 2016. Mesura 2,11 i jugava d'aler pivot.